# Bruno Bandini
Bruno Bandini (Faenza, Italia , 18 de mayo de 1889 – Buenos Aires, 1969) fue un profesor de música, un músico y un musicólogo argentino de origen italiano.
Hijo de Antonio y de Rosa Marccolini, Bruno Bandini se trasladó a Buenos Aires con sus padres durante su infancia. Cumplió sus estudios de viola en el Instituto Musical Santa Cecilia con los profesores Galvani, Cattaneo y Troiani. Tras ser diplomado en el 1905 fue inmediatamente nombrado profesor en el mismo instituto. Su primer recital fue dado en 1909 en el salón de la sociedad Unión de los obreros italianos de Buenos Aires. Bruno Bandini integró varias orquestas, pequeñas orquestas locales y después la orquesta del Teatro Colón como solista de viola, al que permaneció unido toda su vida. Fue solista de viola en la orquesta de la Asociación del Profesorado Orquestal. En 1924 Bruno Bandini formó parte de los fundadores del Conservatorio Nacional de Música y Arte Escénico, en el cual actuó como profesor hasta su retirada. Fue además profesor en el Instituto nacional de ciegos (en el 1914), en el Conservatorio de Música Thibaud-Piazzini (en el 1916) y en el Conservatorio Nacional Manuel de Falla (a partir del 1930).
Además de sus actividades pedagógicas (escolares y privadas), Bruno Bandini tuvo otras actividades, por ejemplo se comprometió en la organización de las orquestas de cámara y sinfónica LRA Radio Nacional (la radio estatal argentina). Se encargó también de la fundación de la orquestra Miguel Gianneo, con el auspicio de la Sociedad Lago de Como de Buenos Aires.
En el 1952 recibió el primer premio por el mejor disco con Impresiones de la Puna de Alberto Ginastera.